# Chetco River
Der Chetco River ist ein 88 km langer Fluss im Curry County im äußersten Südwesten des US-Bundesstaates Oregon.
Der Chetco River entspringt in der Kalmiopsis Wilderness Area auf einer Höhe von ungefähr 975 m. Er fließt in einem Linksbogen anfangs nach Norden und später nach Westen. Er mündet schließlich in den Pazifischen Ozean. Die Kleinstadt Brookings liegt nördlich der Mündung, die Ortschaft Harbor südlich. Der U.S. Highway 101 überquert den Fluss einen Kilometer vor der Mündung. Der Chetco River entwässert eine größtenteils bewaldete Gebirgsregion an der Westküste von Oregon. Das Einzugsgebiet umfasst 914 km².
Der Fluss bietet Lebensraum für Salmoniden wie Steelhead-Forelle (Winter), Königslachs (Herbst) und Cutthroat-Forelle. Die Hauptsaison für Angler ist zwischen November und März.
Des Weiteren kann der Fluss in den Wintermonaten mit dem Wildwasserkajak befahren werden.
Im Jahr 1988 wurde der Flussabschnitt zwischen den Flusskilometern 16 und 88 als National Wild and Scenic River klassifiziert.